# Een beetje
Az Een Beetje (vagy 'n Beetje, magyarul: Egy picit) című dal volt az 1959-es Eurovíziós Dalfesztivál győztes dala, melyet a holland Teddy Scholten adott elő holland nyelven.
A dal a február 17-én tartott holland nemzeti döntőn nyerte el az indulás jogát.
A dal az előző három győzteshez képest gyorsabb tempójú, és szövege is könnyedebb. Az énekesnő a dalban arra a kérdésre, hogy hűséges-e, azt a választ adja, hogy "Egy picit".
A március 11-én rendezett döntőben a fellépési sorrendben ötödikként adták elő, a monacói Jacques Pills Mon Ami Pierrot című dala után, és a német Alice és Ellen Kessler Heute Abend Wollen Wir Tanzen Geh'n című dala előtt. A szavazás során huszonegy pontot szerzett, mely az első helyet érte a tizenegyfős mezőnyben. Ez volt Hollandia második győzelme.
A következő holland induló Rudi Carrell Wat Een Geluk című dala volt az 1960-as Eurovíziós Dalfesztiválon. 
A következő győztes a francia Jacqueline Boyer Tom Pillibi című dala volt.

## Kapott pontok
| Kapott pontok                                                                          | 4 | 0 | 7 | 1 |  | 2 | 0 | 0 | 3 | 1 | 3 |
| A tábla a fellépés sorrendjében van rendezve. A szavazás fordított sorrendben történt. |   |   |   |   |  |   |   |   |   |   |   |

## Külső hivatkozások
- Dalszöveg
- YouTube videó: Az Een Beetje című dal előadása a cannes-i döntőn